# Цахилов, Захар Сосланбекович
Захар Сосланбекович Цахилов (22 мая 1922 — 10 июля 1999) — советский хозяйственный, государственный и политический деятель, Герой Социалистического Труда.

## Биография
Родился в 1922 году в селе Георгиевско-Осетинское (в 1939 году переименовано в честь осетинского поэта Коста Хетагурова) Карачаево-Черкесской автономной области РСФСР, осетин. Член КПСС с 1955 года.
С 1944 года — на хозяйственной, общественной и политической работе. С 1944 года — начальник артели «Химпром», предшественницы Черкесского химического завода.
После окончания в 1956 году Высшей школы промысловой кооперации — директор завода, впоследствии преобразованного в ордена Трудового Красного Знамени Черкесское химическое производственное объединение Министерства химической промышленности СССР, а затем — генеральный директор ОАО «Черкесское ордена Трудового Красного Знамени химическое производственное объединение» — крупнейшего в Российской Федерации производителя лако-красочных материалов, которому после смерти руководителя было присвоено его имя.
Изобретатель и рационализатор химического производства.
Избирался депутатом Народного собрания Карачаево-Черкеской республики.
Умер и похоронен в Черкесске в 1999 году. 
В городе установлен памятник З.С. Цахилову, его именем названа улица в родном селе.

## Награды и звания
- Герой Социалистического Труда (1977)[1]
- Орден Ленина (1977)
- Орден Ленина (1971)
- Орден Октябрьской Революции
- Орден «Знак Почёта» (1966)
- Орден «За заслуги перед Отечеством» IV степени (30 июня 1997) — за заслуги перед государством, многолетний добросовестный труд и большой вклад в укрепление дружбы и сотрудничества между народами[2]
- Орден Дружбы народов (10 июня 1992) — за большой вклад в развитие отечественной лакокрасочной промышленности[3]
- Медаль «За трудовую доблесть» (1948)
- Почётный химик СССР
- Заслуженный работник промышленности Карачаево-Черкесской республики
- Почётный гражданин города Черкесска (1994)